# Estry
Estry és un municipi francès situat al departament de Calvados i a la regió de Normandia. L'any 2007 tenia 354 habitants.

## Demografia

### Població
El 2007 la població de fet d'Estry era de 354 persones. Hi havia 148 famílies de les quals 49 eren unipersonals (12 homes vivint sols i 37 dones vivint soles), 41 parelles sense fills i 58 parelles amb fills.
La població ha evolucionat segons el següent gràfic:
Habitants censats

### Habitatges
El 2007 hi havia 187 habitatges, 147 eren l'habitatge principal de la família, 27 eren segones residències i 13 estaven desocupats. 184 eren cases i 2 eren apartaments. Dels 147 habitatges principals, 86 estaven ocupats pels seus propietaris, 59 estaven llogats i ocupats pels llogaters i 2 estaven cedits a títol gratuït; 7 tenien dues cambres, 26 en tenien tres, 42 en tenien quatre i 72 en tenien cinc o més. 100 habitatges disposaven pel capbaix d'una plaça de pàrquing. A 69 habitatges hi havia un automòbil i a 60 n'hi havia dos o més.

### Piràmide de població
La piràmide de població per edats i sexe el 2009 era:
| Homes | Edats   | Dones |
| ----- | ------- | ----- |
| 0     | 95 o +  | 0     |
| 0     | 90 a 94 | 0     |
| 0     | 85 a 89 | 0     |
| 0     | 80 a 84 | 8     |
| 8     | 75 a 79 | 4     |
| 4     | 70 a 74 | 12    |
| 12    | 65 a 69 | 20    |
| 12    | 60 a 64 | 12    |
| 8     | 55 a 59 | 0     |
| 0     | 50 a 54 | 20    |
| 4     | 45 a 49 | 8     |
| 16    | 40 a 44 | 8     |
| 16    | 35 a 39 | 4     |
| 0     | 30 a 34 | 8     |
| 20    | 25 a 29 | 24    |
| 16    | 20 a 24 | 4     |
| 8     | 15 a 19 | 8     |
| 4     | 10 a 14 | 4     |
| 4     | 5 a 9   | 20    |
| 8     | 0 a 4   | 8     |

## Economia
El 2007 la població en edat de treballar era de 213 persones, 163 eren actives i 50 eren inactives. De les 163 persones actives 148 estaven ocupades (82 homes i 66 dones) i 15 estaven aturades (6 homes i 9 dones). De les 50 persones inactives 23 estaven jubilades, 14 estaven estudiant i 13 estaven classificades com a «altres inactius».

### Ingressos
El 2009 a Estry hi havia 143 unitats fiscals que integraven 351,5 persones, la mediana anual d'ingressos fiscals per persona era de 13.094 €.

### Activitats econòmiques
Dels 10 establiments que hi havia el 2007, 1 era d'una empresa de construcció, 5 d'empreses de comerç i reparació d'automòbils, 1 d'una empresa de transport, 1 d'una empresa financera i 2 d'empreses de serveis.
Dels 2 establiments de servei als particulars que hi havia el 2009, 1 era un taller de reparació d'automòbils i de material agrícola i 1 fusteria.
Dels 2 establiments comercials que hi havia el 2009, 1 era una botiga de més de 120 m² i 1 una joieria.
L'any 2000 a Estry hi havia 26 explotacions agrícoles que ocupaven un total de 708 hectàrees.

## Equipaments sanitaris i escolars
El 2009 hi havia una escola elemental.

## Poblacions més properes
El següent diagrama mostra les poblacions més properes.